# Nadia Comăneci
Nadia Elena Comăneci, född 12 november 1961 i Onești, Bacău, är en rumänsk gymnast, femfaldig olympisk guldmedaljör. 
Comănecis genombrott kom som trettonåring, då hon på EM i norska Skien vann fyra guldmedaljer. Hennes framgångar där var även Rumäniens första större framgångar inom kvinnlig tävlingsgymnastik.
Under de Olympiska sommarspelen 1976 i Montréal fick Comăneci, då 14 år gammal, som första gymnast i ett olympiskt spel 10,0 i poäng. Denna bedrift upprepade hon sedan sex gånger till under tävlingarna. Hon lämnade Montréal med tre guld, ett silver och ett brons. Senare samma år utsågs hon till Årets idrottskvinna i världen.
Vid de Olympiska sommarspelen 1980 i Moskva tog Comăneci ytterligare två guld och två silver.
År 1989 flyttade Comăneci till Ungern. Hon bor numera i USA.